# Тріша Гелфер
Трі́ша Жані́н Гелфер (англ. Tricia Janine Helfer; 11 квітня 1974, Дональда) — канадська акторка, модель та благодійниця. Найбільш відома роллю гуманоїда Номер Шість у науково-фантастичному телесеріалі «Зоряний крейсер „Галактика“» ; озвученням Сари Керріган, Королеви Клинків, у трьох частинах відеогри StarCraft II та роллю Шарлотти Річардс у другому та третьому сезонах серіалу «Люцифер».

## Раннє життя
Народилася 11 квітня 1974 у сільській місцевості Альберти (Канада) в сім'ї Денніса та Елейн Гелфер. Має німецьке, англійське, шведське та норвезьке коріння. Навчалася у загальноосвітній середній школі імені Вільяма Е. Гая у містечку Стетлер. Разом із батьками та трьома сестрами (Тріна, Теммі та Тара) жила та працювала на фермі, де вирощували зерно. 
У черзі до місцевого кінотеатру випадково впала в око модельному агенту, після чого почалася її кар'єра моделі. Їй тоді було 17 років.

## Кар'єра

### Модель
1992 року здобула перемогу на міжнародному конкурсі моделей від модельного агентства Форд Моделс — «Супер модель світу» (Supermodel of the World). 2002 року залишила кар'єру фотомоделі та почала брати участь у рекламних компаніях для таких марок як: Ральф Лорен, Версаче, Шанель та Джорджо Армані.
З'являлась на показах моди для Кароліна Геррера, Крістіан Діор, Клод Монтана, Живанші, Джон Гальяно та Дольче і Габбана. Фігурувала на обкладинках таких глянцевих журналів як: «Flare», «Amica», «ELLE», «Cosmopolitan», «Marie Claire», «Vogue» тощо. 2005 року стала «дівчиною для календаря» журналу «Maxim», а 2007 року посіла 57 місце у списку «Сто гарячих жінок» (Hot 100 Women) за версією цього ж журналу. У лютому 2007 року також з'явилася на обкладинці журналу «Плейбой».

### Акторка
2002 року переїхала до Лос-Анджелеса. Її дебютом стала роль Сари у телесеріалі «Імперія». Згодом виконала роль моделі Ешлі Джеймс в одному із епізодів телесеріалу «CSI: Місце злочину». 2002 року також зіграла роль Еви у фільмі «Біла лихоманка».
2003 року почала виконувати свою роль Номера Шість у науково-фантастичному телесеріалі «Зоряний крейсер „Галактика“», а 2004 року зіграла роль Фарри Фосетт у телефільмі «Історія Ангелів Чарлі». 31 травня 2006 року почала продюсувати та вести канадське реаліті шоу «Наступна топ-модель Канади». Цього ж року з'явилася у таких фільмах як: «Спіраль» та «Зелений ланцюг».
У жовтні 2006 року стало відомо, що Гелфер не буде ведучою 2 сезону «Наступна топ-модель Канади» та сконцентруює усю свою увагу на серіалі «Зоряний крейсер „Галактика“». Вона також зіграла роль генералки Кіліан Катар для внутрішнього відео гри «Arts Command & Conquer 3: Tiberium Wars». Ба більше, з'явилася в епізоді «Роудкілл» другого сезону телесеріалу «Надприродне».
Виконала епізодичну роль у серіалі «Два з половиною чоловіки», де зіграла Гейл, найкращу подругу Челсі. Коли Челсі дізналася про те, що Гейл переживала розрив стосунків, вона запросила її пожити трохи разом із нею та своїм нареченим Чарлі.

### Зоряний крейсер «Галактика»
2003 року за мотивами серіалу 1978 року «Зоряний крейсер „Галактика“» було знято мінісеріал з такою ж назвою, де Гелфер зіграла роль Номера Шість, сайлонського гуманоїда. Шоу написав і спродюсував Рональд Д. Мур, режисером же став — Майкл Раймер. 2004 року акторка продовжила виконувати свою роль у повнометражному серіалі з такою ж назвою — «Зоряний крейсер „Галактика“», який доповнив історію, показану у мінісеріалі 2003 року. Фінальний епізод серіалу вийшов 20 березня 2009 року (всього 4 сезони). 2009 року Гелфер знову зіграла роль Номера Шість для телефільму «Зоряний крейсер „Галактика“: План», який розповідає історію серіалу з кута зору сайлонів. 2012 року також озвучила прототипа цилона для серіалу-приквелу «Зоряний крейсер „Галактика“: Кров і Хром».
Нагороди:
- Премія «Лео», у категорії «Найкраща жіноча головна роль у драматичному серіалі», Тріша Гелфер («Пегас»).

Номінації:
- Премія «Скрім», у категорії «Акторський прорив», Тріша Гелфер у ролі Номера Шість;
- Премія «Скрім», у категорії «Найкраща телевізійна акторка», Тріша Гелфер.

### 2008— наші дні
У серпні 2008 року стала гостею на заході NVISION 08, де обговорила свою роль у телесеріалі «Зоряний крейсер „Галактика“» та спецефекти, використані у шоу. У другому сезоні серіалу «Чак» зіграла роль секретного агента, а у другому сезоні серіалу «Чорна мітка» виконала роль Клари, запеклого ворога Мішель Вестен. Знялась у кліпі «Dance with Me» гурту Old 97's.
Виконала роль Бонні Белскі — агента ФБР — у серіалі «Сховище 13» (епізод «Резонанс»). 2009 року знялась у пілотному епізоді серіалу «Жива мішень». Також зіграла кілька відомих ролей у відеоіграх, серед яких: Кіліан Кватар з «Command & Conquer 3: Tiberium Wars», Вероніка Дейр з «Halo 3: ODST», ЕДІ — штучного інтелекту на борту корабля Normandy SR-2 — з «Mass Effect 2» та «Mass Effect 3». ЇЇ голосом мовить Сара Керріган з гри «StarCraft II: Wings of Liberty» та двох сиквелах — Starcraft II: Heart of the Swarm і Starcraft II: Legacy of the Void. Також Гелфер озвучила Чорну Кішку у мультсеріалах «Нові пригоди Людини-павука», відеогрі «Spider-Man: Web of Shadows» та мультсеріалі «Досконала Людина-павук».
Гелфер ввійшла до головного акторського складу серіалу «Під прикриттям», де зіграла роль Алекс Рай, спеціального агента ФБР. Проте 2010 року шоу згорнули через низький рейтинг. У жовтні 2010 виконала епізодичну роль у серіалі „Теорія брехні“.
2011 року знялася у музичному кліпі „Howlin' for You“ гурту The Black Keys. Також з'явилася у таких серіалах як: „Незвичайна сімейка“ (2011) та „Франклін та Беш“. Зіграла роль чаклунки Морган у пілотному епізоді серіалу „Сімнадцяте відділення“. Ба більше, у жовтні 2011 отримала головну роль у телефільмі „Запах зниклої“, де зіграла Сюзанну, волонтерку пошукового загону з собаками. 2011 року також з'явилася у телефільмі „Омела над Манхеттином“, а 2012 — виконала роль Алекс Кларк у телесеріалі „Фірма“. 16 травня 2012 року знялась у другій частині фінального епізоду серіалу „Криміналісти: мислити як злочинець“, де очолювала команду грабувальників банку. Також знялася у романтичному вебсеріалі „Чоловіки“.
2014 року виконала роль Моллі Паркер у серіалі „Жінки-вбивці“, що є переробкою однойменної аргентинської драми. Цього ж року знялася у серіалі „Піднесення“, де зіграла роль Віондри Деннігер, дружини капітана зорельоту, який здійснює мандрівку до нових світів, де зможуть поселитися люди. Гелфер також озвучила Соню Блейд у файтинг-грі „Mortal Kombat X“, яка побачила світ у квітні 2015 року.
2015 року з'явилася у фінальних серіях серіалу „Коли падають небеса“, де зіграла роль королеви Есфені, лідера прибульців, що захопили Землю та розорили людство.
2016 року ввійшла до головного акторського складу серіалу „Люцифер“, де виконала роль Шарлотти Річардс — адвоката, прокурора та матері головного героя у другому та третьому сезонах.

## Особисте життя
Одружена з адвокатом Джонатаном Маршалом. Має кілька титанових пластин у спині та шиї (невдале виконання трюків на знімальному майданчику; валіза, що впала їй на голову у пасажирському літаку). Займається благодійністю.

## Фільмографія

### Фільми
| Рік  | Назва                        | Оригінальна назва             | Роль             | Примітки                  |
| ---- | ---------------------------- | ----------------------------- | ---------------- | ------------------------- |
| 2000 | Можлива дружина              | Eventual Wife                 | Інга             | Короткометражка           |
| 2003 | Біла лихоманка               | White Rush                    | Ів               |                           |
| 2006 | Клуб геніїв                  | The Genius Club               | Еллі Сімон       |                           |
| 2006 | Пам'ять                      | Memory                        | Стефані Джейкобс |                           |
| 2007 | Спіраль                      | Spiral                        | Саша             |                           |
| 2007 | Зелений ланцюг               | The Green Chain               | Лейла Коул       |                           |
| 2007 | Латекс                       | Walk All Over Me              | Селін            |                           |
| 2008 | Невіддільні                  | Inseparable                   | Рей Вікс         |                           |
| 2009 | Зелений Ліхтар: Перший політ | Green Lantern: First Flight   | Будікка (голос)  |                           |
| 2009 | День відчинених дверей       | Open House                    | Ліла             |                           |
| 2010 | Як достойно зустріти смерть  | A Beginner's Guide to Endings | Міранда          |                           |
| 2011 | Кривава робота               | Bloodwork                     | Др. Вілкокс      |                           |
| 2011 | Люди майбутнього             | PostHuman                     | Калі (голос)     | Короткометражка           |
| 2012 | Фальсифікатор                | The Forger                    | Саша             |                           |
| 2014 | 37                           | 37                            | Крістіна         |                           |
| 2014 | Невідомі автори              | Authors Anonymous             | Сігрід Гагенгут  | Також відомий як Scribble |
| 2015 | Ізоляція                     | Isolation                     | Лідія Мастерсон  |                           |

### Телебачення
| Рік        | Назва                                    | Оригінальна назва                                             | Роль                                 | Примітки                                         |
| ---------- | ---------------------------------------- | ------------------------------------------------------------- | ------------------------------------ | ------------------------------------------------ |
| 2002       | Єремія                                   | Jeremiah                                                      | Сара                                 | Епізод: „The Long Road: Part 1“                  |
| 2002       | CSI: Місце злочину                       | CSI: Crime Scene Investigation                                | Ешлі Джеймс                          | Епізод: „The Hunger Artist“                      |
| 2003       | Зоряний крейсер „Галактика“              | Battlestar Galactica                                          | Номер Шість                          | Міні-серіал                                      |
| 2004       | Історія Ангелів Чарлі                    | Behind the Camera: The Unauthorized Story of Charlie's Angels | Фара Фосетт                          | телефільм                                        |
| 2004–2009  | Зоряний крейсер „Галактика“              | Battlestar Galactica                                          | Номер Шість                          | Головний акторський склад, 73 епізоди            |
| 2006       | Колекціонер                              | The Collector                                                 | Дженіс Айснер                        | Епізод: „The V.J.“                               |
| 2006       | Наступна топ-модель Канади               | Canada's Next Top Model                                       | Ведуча, суддя                        | 1 сезон                                          |
| 2007       | Зоряний крейсер «Галактика»: Лезо        | Battlestar Galactica: Razor                                   | Номер Шість                          | Телефільм                                        |
| 2007       | Вони                                     | Them                                                          | Наомі Тайлер Мур                     | Пілотна серія                                    |
| 2007       | Надприродне                              | Supernatural                                                  | Моллі МакНамара                      | Епізод: „Roadkill“                               |
| 2007–2009  | Чорна мітка                              | Burn Notice                                                   | Карла                                | 8 епізодів                                       |
| 2008–2009  | „Досконалий Людина-павук“                | The Spectacular Spider-Man                                    | Чорна Кішка (голос)                  | 3 епізоди                                        |
| 2009       | Зоряний крейсер „Галактика“: План        | Battlestar Galactica: The Plan                                | Номер Шість                          | Телефільм                                        |
| 2009       | Секретні злочини                         | Hidden Crimes                                                 | Джулія Карвер                        | Телефільм                                        |
| 2009       | Дилер                                    | The Dealership                                                | Рейчел Карсон                        | Пілотна серія                                    |
| 2009       | Чак                                      | Chuck                                                         | Алекс Форрест                        | Епізод: „Chuck Versus the Broken Heart“          |
| 2009       | Сховище 13                               | Warehouse 13                                                  | Бонні Белскі                         | Епізод: „Resonance“                              |
| 2009–2011  | Два з половиною чоловіки                 | Two and a Half Men                                            | Гейл                                 | 3 епізоди                                        |
| 2010       | Загін супергероїв                        | The Super Hero Squad Show                                     | Сіф (голос)                          | Епізод: „O, Brother!“                            |
| 2010       | Жива мішень                              | Human Target                                                  | Стефані Доббс                        | Епізод: „Pilot“                                  |
| 2010       | Під прикриттям                           | Dark Blue                                                     | Алекс Райс                           | Головний акторський склад (2 сезон), 10 епізодів |
| 2010       | Теорія брехні                            | Lie to Me                                                     | Наомі Рассел                         | Епізод: „Double Blind“                           |
| 2010       | Тільки правді                            | The Whole Truth                                               | Бітсі Катц                           | Епізод: „Liars“                                  |
| 2011       | Незвичайна сімейка                       | No Ordinary Family                                            | СофісАдлер                           | Епізод: „No Ordinary Love“                       |
| 2011       |                                          | Scooby-Doo! Mystery Incorporated                              | Аманда Сміт/Афродита (голос)         | Епізод: „Where Walks Aphrodite“                  |
| 2011       | Франклін та Беш                          | Franklin & Bash                                               | Бретт Кайман                         | Епізод: „Go Tell It on the Mountain“             |
| 2011       | 17-а дільниця                            | 17th Precinct                                                 | Моргана Керланскі                    | Пілотна серія                                    |
| 2011       | Омела над Мангеттином                    | Mistletoe over Manhattan                                      | Люсі Мартел                          | телефільм                                        |
| 2012       | Фірма                                    | The Firm                                                      | Алекс Кларк                          | 12 епізодів                                      |
| 2012       | Криміналісти: мислити як злочинець       | Criminal Minds                                                | Іззі Роджерс                         | 2 епізоди                                        |
| 2012       | Чоловіки                                 | Husbands                                                      | Дівчина з подушкою #2                | 2 епізоди                                        |
| 2012       | Зоряний крейсер „Галактика“: Кров і Хром | Battlestar Galactica: Blood & Chrome                          | Сайлон Прототип                      | Pilot»                                           |
| 2012       | Запах зниклої                            | Scent of the Missing                                          | Сюзанна                              | Телефільм                                        |
| 2012–2013  | Трон: Повстання                          | Tron: Uprising                                                | Система (голос)                      | Головний акторський склад, 19 епізодів           |
| 2013       | Спільнота                                | Community                                                     | Лорен                                | Епізод: «Conventions of Space and Time»          |
| 2013       | У пошуках Різдва                         | Finding Christmas                                             | Раян Геррісон                        | Телефільм                                        |
| 2013       | Небезпечна інтуіція                      | Dangerous Intuition                                           | Кейт Олдріч                          | Телефільм                                        |
| 2014       | Жінки-вбивці                             | Killer Women                                                  | Моллі Паркер                         | Головна роль, 8 епізодів                         |
| 2014       | Бібліотекарі                             | The Librarians                                                | Місіс Вілліс                         | Епізод: «And the Horns of a Dilemma»             |
| 2014       | Воскресіння                              | Ascension                                                     | Віондра Деннінгер                    |                                                  |
| 2014       | Заведені                                 | Spun Out                                                      | Клаудія                              | Епізод: «Parental Indiscretion»                  |
| 2015       | Фарс-мажори                              | Suits                                                         | Івен Сміт                            | 2 епізоди                                        |
| 2015       | Кей і Піл                                | Key & Peele                                                   | Агент Джексон                        | Епізод: «The Job Interview»                      |
| 2015       | Коли падають небеса                      | Falling Skies                                                 | Королева Есфені (голос)              | Епізод: «Reborn»                                 |
| 2015       | Конмен                                   | Con Man                                                       | Луїза                                | 4 епізоди                                        |
| 2015       | Рік та Морті                             | Rick and Morty                                                | Донна Гетерман (голос)               | Епізод: «The Wedding Squanchers»                 |
| 2016 —2021 | Люцифер                                  | Lucifer                                                       | Шарлотта Річардз/ Мама               | Головний акторський склад (2-3 сезони)           |
| 2016       | Сили                                     | Powers                                                        | Спеціальна агентка ФБР Анджела Ландж | 2 сезон                                          |
| 2016       | Операція Різдво                          | Operation Christmas                                           | Олівія Янг/Олівія Робертс            | Телефільм                                        |

### Відеоігри
| Рік  | Назва                              | Роль                  |
| ---- | ---------------------------------- | --------------------- |
| 2007 | Command & Conquer 3: Tiberium Wars | Кіліан Катар          |
| 2007 | Command & Conquer 3: Kane's Wrath  | Кіліан Катар          |
| 2008 | Spider-Man: Web of Shadows         | Чорна Кішка           |
| 2009 | Halo 3: ODST                       | Капітан Вероніка Дейр |
| 2010 | Mass Effect 2                      | ЕДІ                   |
| 2010 | StarCraft II: Wings of Liberty     | Сара Керріган         |
| 2012 | Mass Effect 3                      | ЕДІ                   |
| 2013 | StarCraft II: Heart of the Swarm   | Сара Керріган         |
| 2013 | Marvel Heroes                      | Чорна Кішка           |
| 2015 | Mortal Kombat X                    | Соня Блейд            |
| 2015 | StarCraft II: Legacy of the Void   | Сара Керріган         |